# كاسيك
الكاسيك (الاسم العلمي: Cacicus) هو جنس من الطيور يتبع الفصيلة الصفراويات من رتبة العصفوريات.

## أنواع الكاسيك
- كاسيك أصفر الزمكى
- كاسيك أحمر الزمكى
- كاسيك قرمزي الزمكى
- كاسيك صغير المنقار
- كاسيك سيلفا
- كاسيك ذهبي الجناح
- كاسيك جبلي
- كاسيك أبيض الزمكى
- كاسيك إكوادوري
- كاسيك منعزل
- كاسيك أصفر الجناح